# Hermann Busch
Pour les articles homonymes, voir Busch.
Hermann Busch (Siegen, 24 juin 1897 – Bryn Mawr, Pennsylvanie, 3 juin 1975) est un violoncelliste allemand.

## Biographie
Son père était le luthier Wilhelm Busch (de). Dès ses neuf ans, il reçoit des leçons de violoncelle de son père. Il étudie ensuite à l'Académie de Musique de Cologne  avec Friedrich Gruetzmacher (de) et avec Paul Grümmer de l'académie de Vienne. Pendant la Première Guerre mondiale, en tant que soldat, il est membre de l'orchestre symphonique Bruxelles. Entre 1919 et 1923, il est violoncelliste principal à Bochum ; et jusqu'en 1927 soliste de l'Orchestre symphonique de Vienne. En 1927, il est professeur à la Folkwangschule d'Essen.
Parallèlement, il s'engage plus loin dans ses activités de soliste, et de musicien chambriste : il joue avec ses frères Fritz et Adolf. En outre, il est membre du Duo Wuhrer, avec le violoniste Karl Doktor (1885–1949) et le pianiste Friedrich Wührer ; membre du trio Busch-Serkin avec son frère Adolf ; en 1930 (jusqu'en 1952 à la mort d'Adolf), il est le violoncelliste du Quatuor Busch succédant à Paul Grümmer. En 1933, Hermann Busch émigre pour Bâle, en Suisse où se trouve déjà son frère Adolf. En 1940, il s'installe aux États-Unis, où il est membre de l'Orchestre de chambre d'Adolf Busch et cofondateur de l'École de musique de Marlboro. En 1954, il est nommé professeur à l'Université de Miami. Il a passé sa retraite à Peoria et Haverford.
Hermann Busch est le frère du chef d'orchestre Fritz Busch, de l'acteur Willi Busch (de), du violoniste et compositeur Adolf Busch et du musicien Heinrich Busch (de).